# シンエイ動画
シンエイ動画株式会社（シンエイどうが、英: SHIN-EI ANIMATION Co., Ltd.）は、日本のアニメ制作会社。株式会社テレビ朝日の完全子会社、日本動画協会正会員。

## 概要
代表作にテレビアニメの『ドラえもん』、『クレヨンしんちゃん』（テレビ朝日系）、劇場用長編アニメ『ドラえもん』・『クレヨンしんちゃん』シリーズがある。そのほか、作画工程のみを他社から請け負う事業も行っており、2010年よりテレビ朝日の完全子会社となっている。シンエイ動画のルーツは1965年（昭和40年）12月に創立された「有限会社エイプロダクション」（通称：Aプロダクション〈Aプロ〉）が前身で、Aプロダクションは東京ムービーと業務提携し、その制作担当として活動していた。

### 社名の由来
社名である「シンエイ」の由来は、楠部大吉郎のインタビューによると「新生Aプロ」、「新しいAプロダクション」という意味であり、新鋭という意味だとは説明していない。発足時にシンエイ動画役員を務めた大塚康生も、自身の著書で新生Aプロという意味だと記している。公式サイトでは「新しいAプロ=『新A』」、そして「アニメ界の『新鋭』でありたい」と伝えている。新しく作られたロゴタイプは、シンエイの「A」に漫画風の頭と手を付けた、マスコットキャラクターの様なデザインとなっている。楠部デザインのこのキャラクターの名前は「エーちゃん」である。

## 歴史

### Aプロダクション時代
Aプロダクション（以下Aプロ）の名前は、「最初の文字であるA、エースという意味などで何となくつけた」という（創立者・楠部大吉郎の弁）。
テレビアニメの黎明期、人形劇団出身者によって創立された東京ムービーがテレビアニメ『ビッグX』で経営危機に陥り、その失敗を踏まえて制作体勢を整えようとした。そこで当時の東京ムービーの社長であった藤岡豊が東映動画（現：東映アニメーション）から独立したアニメーター、楠部大吉郎に声をかけたことが創立のきっかけだった。楠部は、手始めに東映動画の新人アニメーターだった小林治をスカウトし、仕上げスタッフ数名とアニメーター研修生の中村英一を加えて、1965年12月に渋谷区代々木のマンションの一室を借りて事業を開始する。少し遅れて芝山努、椛島義夫、森下圭介が加わり、『オバケのQ太郎』の作画・仕上げ作業を受注する。
東京ムービーは営業を担当し、Aプロは制作担当として業務提携（資本関係なし）という形を取った。そして楠部の弟でもある楠部三吉郎が東京ムービーに入社し、制作管理スタッフとして兄の大吉郎を支えた。やがて東映動画も劇場長編アニメから新人を中心としたテレビアニメ制作へと方向転換を始めると、東映動画の長編スタッフ、中堅のスタッフが続々とAプロへ移籍して来る。これら移籍組の小山礼司、吉田茂承、大塚康生、宮崎駿、高畑勲、小田部羊一らアニメーターや演出家が東京ムービーの代表作である『巨人の星』『ルパン三世 (TV第1シリーズ)』『ど根性ガエル』『荒野の少年イサム』『天才バカボン』など、数多くの作品を手掛けた。
作画・演出スタッフの他に美術部門・仕上げ部門も擁して、最盛時にはテレビアニメ5作品の同時制作を誇っていた。しかし1974年（昭和49年）、創立者の楠部大吉郎が病気で1年間療養したことや、更に東京ムービーの藤岡が日本市場への関心を失い、アメリカ市場開拓のために奔走しているうちに東京ムービー製作作品の本数が減少した。こうした背景と経営の危機を迎えたことで、実制作のみの体制に限界を感じた楠部は自社で企画・制作をする会社にするため1976年（昭和51年）の『元祖天才バカボン』を最後に東京ムービーとの提携を円満解消して独立した。こうしてAプロは1976年（昭和51年）9月9日に社名を「シンエイ動画株式会社」に変更し、改組した。

### シンエイ動画時代
こうして再出発したシンエイ動画は社屋を田無市北原町へと移転し、その際には仕上部門を切り離し作画スタッフも大幅に削減して経営をスリム化している。この時に独立した作画スタッフが設立したものが、亜細亜堂等のスタジオである。なお、小山が率いた美術部門は小山自身が独立した形で、早くに廃している。そして東京ムービーに在籍していた楠部三吉郎は専務取締役としてシンエイ動画へと移籍し、兄の大吉郎と共に経営を支えた。Aプロからシンエイ動画として独立した記念として東京ムービーが持っていた『ドラえもん』の映像化権を、藤岡から譲渡されたという逸話がある。
東京ムービーから独立後のデビュー作は、PR用の短編映画『草原の子テングリ』（1977年）であった。しばらくは他社のグロス請けなどをこなしたのち、1979年にはテレビアニメ『ドラえもん』を苦心の末、再びアニメ化にこぎ着ける。このシンエイ版『ドラえもん』の成功が、シンエイ動画の経営上の礎となった。

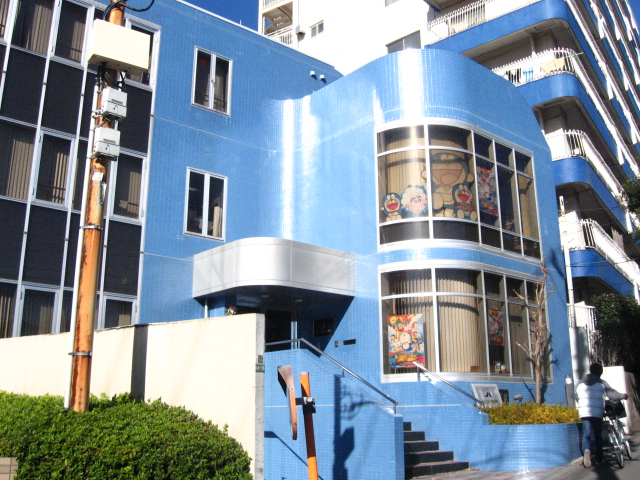
旧社屋。窓側にドラえもんが陣取っており「ドラえもんビル」の愛称で親しまれた。現在は社会福祉法人檸檬会が運営する保育園「レイモンドたなしほいくえん」となっている（2006年12月撮影）。

そして業務拡大のため、1982年には社屋を田無市南町に移転。一部のスタッフは旧スタジオに残り、あにまる屋（現：エクラアニマル）を設立した。そして1980年代を中心に数多くの藤子不二雄作品や『月刊コロコロコミック』連載作品などを中心に次々とアニメ化し、これらはテレビ朝日系を中心に放映された。1992年には、田無市本町に社屋を新築し移転。この青い塗装のビルは同社の経営を支えた『ドラえもん』に感謝を込め『ドラえもんビル』という愛称がある。同年にはテレビアニメ『クレヨンしんちゃん』がスタート。
2003年1月にはテレビ朝日がシンエイ動画の10%の株式を取得し、資本提携する。2009年4月よりテレビ朝日がシンエイ動画の株式の大半を取得し、テレビ朝日の連結子会社になった。岩永惠が新社長に、楠部が代表取締役会長へ就任した。2010年10月15日、楠部が保有する株式をテレビ朝日が追加取得したことによりテレビ朝日の100%子会社となった。2002年からテレビ朝日がケーブルテレビ・スカパー!、スカパー!プレミアムサービス、他で展開する通信衛星テレビ放送局・「テレ朝チャンネル」で、シンエイ動画製作作品（初回放送時にテレ朝系列でない作品を含む。）を集中的に取り上げる「シンエイアニメシアター」という番組が毎日放映されている。
2009年11月には旧社屋の北西方向、東京都道5号新宿青梅線旧道（青梅街道）沿い（西東京市田無町3丁目）に青い塗装の新社屋を落成、入居を開始した。旧社屋はしばらく空きテナントとなっていたが、2011年（平成23年）に社会福祉法人檸檬会がビルを借り上げ、「レイモンドたなしほいくえん」に転用された。
2012年7月、代表取締役社長に梅澤道彦常務が昇格し就任した。また別紙博行専務が代表取締役専務に昇格した。梅澤社長は前任の岩永同様、テレビ朝日からの出向であった。
2015年、別紙が代表取締役を退任し梅澤が単独で代表取締役を務めた。
2016年にはアスミック・エース、トムス・エンタテインメント、ジェイアール東日本企画、住友商事と共にアニメ製作プロジェクトチーム「あにめのめ」を立ち上げる。シンエイ動画はトムスと共同でアニメ企画・制作を担当し、2018年の枠消滅まで『笑ゥせぇるすまんNEW』『からかい上手の高木さん』など5作品を手掛けた。
2017年4月、SynergySPを子会社化。同社の代表に元取締役・チーフプロデューサーの増子相二郎が就任した（2022年退任）。
2018年からは企画開発部門を強化する。これまでテレビ朝日プロデューサーとして数多くのシンエイ動画作品に携わってきた杉山登を執行役員として招聘し、外部クリエイターや制作会社と提携してコンテンツを共同製作する体制を作る。2019年には81プロデュースとのコラボレーションによるYouTubeプロジェクト『What 声 You?』を立ち上げ、同プロジェクトを通して『アイドールズ!』に出演する新人声優を発掘した。また、2021年1月に放映されたストップモーション・アニメーション『PUI PUI モルカー』はスタッフの想定を超える反響を呼び、新たなIPビジネスの活性化に貢献した。同年より、シンエイ動画が9月9日に創立45周年を迎えることを踏まえ、4月9日から1年間を45周年イヤーと位置づけると共に、旧東映動画→東映アニメーションのインスピレーションにより社名とは別に「シンエイアニメーション」のロゴが採用された。
2021年11月、デジタル作画によるアニメーション制作需要に応えることを目的にギャザリングホールディングスと共同でデジタル作画スタジオを東京都中野区に設立することを発表した。スタジオの運営はギャザリングホールディングスの子会社であるレスプリが担当し、新規アニメーターの採用、育成は同社とシンエイ動画が共同で行う。
2022年9月、関西圏での人材獲得並びに新人アニメーターの育成などを目的として兵庫県神戸市にスタジオを開設することが同年5月に神戸市から発表された。東京以外に拠点を置くのは、この事例が初めてとなる。デジタル制作に特化したスタジオとして同年9月1日に開所式が行われ、所長は『クレヨンしんちゃん』のチーフプロデューサーを務めた和田泰が就任した。
2024年4月、ギャザリングホールディングス株式の過半数を取得し同社をグループ会社とする。

## 劇場作品
シンエイ動画に改組してからの事実上の劇場デビュー作は、1980年（昭和55年）3月公開のドラえもん大長編シリーズ第1作『ドラえもん のび太の恐竜』である。東宝の配給で同時上映は、『モスラ対ゴジラ』だった。東宝の番組ラインとしては、1978年まで学校の休み期間中に上映していたゴジラ映画と短編のテレビアニメ数本を上映する東宝チャンピオンまつりの流れを汲むもので、当初は長編ではない予定だったが、原作者の藤子・F・不二雄から「僕の中では90分ないと映画とは呼べない」という要望を受けてオリジナルの新作長編映画として制作された。以後、短編-中編の藤子作品の併映作と共に、毎年3月の春休み映画として『ドラえもん』の劇場版が上映されるようになった。1980年代に多く行われていた藤子アニメ三本立て興行は、1990年代以降、影を潜めた。しかし、『ザ・ドラえもんズ』といった30分の短編と大長編『ドラえもん』のセットは2004年まで続いた。映画『ドラえもん』大長編シリーズは、2005年（平成17年）からのテレビシリーズ全面リニューアルの影響でその年は作られず、2006年（平成18年）から再び上映されるようになった。これを機に、短編作品は作られなくなった。
一方、『クレヨンしんちゃん』に至っては『クレヨンしんちゃん アクション仮面VSハイグレ魔王』が作られ、1993年夏に映画初登場を果たした。1994年から2022年までは、毎年春にシリーズで上映されている。2023年以降は、毎年夏にシリーズで上映されている。一貫して長編だが、第7作のみ12分のショートムービーオムニバスを併映している。
なお、1981年夏の『21エモン 宇宙へいらっしゃい!』と『ドラえもん ぼく、桃太郎のなんなのさ』の同時上映、2003年冬の『あたしンち』は、シリーズ上映の予定があったとされる。前者はシリーズ化されればドラえもんをサブに置き、他の作品をメインに上映する形になる予定であった。
これまでシンエイ動画制作の劇場アニメはテレビシリーズの映画化が中心だったが、2007年の『河童のクゥと夏休み』（監督: 原恵一）は改組後初めての劇場オリジナル作品となった。

## CG・デジタル制作
CGの導入はかなり早く、1983年に特番『ドラえもん・ヨーロッパ鉄道の旅』で最初に使用し、翌1984年公開の映画『ドラえもん のび太の魔界大冒険』の予告編でもコンピューターを駆使して制作したと謳われた。この頃のCGは他社に外注の上で制作された。
1990年代に入ると、アニメーターの堤規至が『クレヨンしんちゃん』の特番用アバンタイトルにCGを取り入れ、やがて彼を中心にCGI班が立ち上がり、シンエイ動画社内でも制作されるようになった。
だが、1990年代後半から始まったアニメ業界のデジタル制作（デジタルペイント・デジタル撮影）化の波が押し寄せる中においても、仕上や撮影などの多くの作業を外注化していることから基本的にはセルアニメでの制作を堅持し続け、デジタル制作はあくまでも部分的使用に留まっていた。
2001年、外注スタジオのデジタル制作対応に伴い『ジャングルはいつもハレのちグゥ』でフルデジタル制作を本格的に開始。その流れに伴って2002年になってから他の作品もデジタルでの制作へと完全に移行した。
2005年4月以降は地上デジタル放送対応に伴い、全てのテレビ作品がハイビジョン制作されるようになったが、ローカルセールスだった『あたしンち』のみハイビジョン化が2006年4月8日まで持ち越しとなった。

## 作品履歴

### テレビアニメ
| 開始年 | 放送期間          | タイトル               | 備考                                |
| ------ | ----------------- | ---------------------- | ----------------------------------- |
| 1965年 | 8月 - 1967年6月   | オバケのQ太郎          |                                     |
| 1967年 | 4月 - 1968年4月   | パーマン               | 共同制作：スタジオ・ゼロ            |
| 1967年 | 7月 - 1968年12月  | コメットさん           | 第1期（ドラマ） 実写合成 アニメ作画 |
| 1968年 | 3月 - 1971年9月   | 巨人の星               |                                     |
| 1968年 | 4月 - 1969年3月   | 怪物くん               | 共同制作：スタジオ・ゼロ            |
| 1969年 | 4月 - 9月         | ウメ星デンカ           | 共同制作：スタジオ・ゼロ            |
| 1969年 | 10月 - 1970年12月 | ムーミン               | 1 - 26話まで                        |
| 1969年 | 12月 - 1971年11月 | アタックNo.1           |                                     |
| 1971年 | 2月 - 3月         | 珍豪ムチャ兵衛         |                                     |
| 1971年 | 9月 - 1972年6月   | 天才バカボン           |                                     |
| 1971年 | 9月 - 1972年12月  | 新オバケのQ太郎        |                                     |
| 1971年 | 10月 - 1972年3月  | ルパン三世             |                                     |
| 1972年 | 4月 - 1973年3月   | 赤胴鈴之助             |                                     |
| 1972年 | 10月 - 1974年9月  | ど根性ガエル           |                                     |
| 1973年 | 3月 - 9月         | ジャングル黒べえ       |                                     |
| 1973年 | 4月 - 1974年3月   | 荒野の少年イサム       |                                     |
| 1973年 | 10月 - 1974年3月  | エースをねらえ!        |                                     |
| 1973年 | 10月 - 1974年9月  | 侍ジャイアンツ         |                                     |
| 1973年 | 10月 - 1974年9月  | 空手バカ一代           |                                     |
| 1974年 | 4月 - 9月         | 柔道讃歌               |                                     |
| 1974年 | 10月 - 1976年3月  | はじめ人間ギャートルズ |                                     |
| 1975年 | 4月 - 9月         | ガンバの冒険           |                                     |
| 1975年 | 10月 - 1977年9月  | 元祖天才バカボン       |                                     |

| 開始年 | 放送期間          | タイトル                                   | 監督                                                 | アニメーション プロデューサー | 備考                                                                |
| ------ | ----------------- | ------------------------------------------ | ---------------------------------------------------- | ----------------------------- | ------------------------------------------------------------------- |
| 1979年 | 2月 - 7月         | 日本名作童話シリーズ 赤い鳥のこころ        | N/A                                                  | 木下忠司 矢吹公郎             |                                                                     |
| 1979年 | 4月 - 2005年3月   | ドラえもん（テレビ朝日版第1期）            | もとひら了 →芝山努                                   | [ 注釈 8 ]                    | 藤子不二雄劇場                                                      |
| 1980年 | 9月 - 1982年9月   | 怪物くん（第2作）                          | 福富博                                               | 別紙壮一 真田芳房             | 藤子不二雄劇場                                                      |
| 1981年 | 9月 - 1987年12月  | 忍者ハットリくん                           | 笹川ひろし（総）                                     | 加藤良雄                      | 藤子不二雄劇場                                                      |
| 1982年 | 4月 - 9月         | ゲームセンターあらし                       | 小華和ためお                                         | 児玉征太郎                    | 制作協力：土田プロダクション                                        |
| 1982年 | 11月 - 1984年3月  | フクちゃん                                 | 笹川ひろし（監修） 藤みねお                          | 佐久間晴夫                    |                                                                     |
| 1983年 | 4月 - 1985年7月   | パーマン（第2作）                          | 笹川ひろし（総） 原田益次                            | 加藤良雄 児玉征太郎           | 藤子不二雄劇場                                                      |
| 1984年 | 4月 - 1985年3月   | オヨネコぶーにゃん                         | 笹川ひろし（総） 葛岡博                              | 佐久間晴夫                    |                                                                     |
| 1985年 | 4月 - 1987年3月   | オバケのQ太郎（第3作）                     | 笹川ひろし（総） 原田益次                            | 加藤良雄 児玉征太郎           | 藤子不二雄劇場                                                      |
| 1985年 | 4月 - 1988年3月   | プロゴルファー猿                           | 西村純二                                             | 加藤良雄                      | 制作協力：スタジオディーン                                          |
| 1987年 | 4月 - 1989年3月   | ウルトラB                                  | 笹川ひろし（総） 原田益次                            | 児玉征太郎 田中敦             | 藤子不二雄劇場                                                      |
| 1987年 | 4月 - 1989年10月  | エスパー魔美                               | 原恵一                                               | 別紙壮一 茂木仁史             |                                                                     |
| 1988年 | 3月 - 1989年10月  | つるピカハゲ丸くん                         | やすみ哲夫                                           | 増子相二郎                    |                                                                     |
| 1988年 | 4月 - 6月         | 新プロゴルファー猿                         | 西村純二                                             | 加藤良雄                      | 制作協力：スタジオディーン                                          |
| 1988年 | 7月 - 1989年3月   | ビリ犬                                     | 笹川ひろし（総） 西村純二                            | 児玉征太郎                    | 制作協力：スタジオディーン                                          |
| 1988年 | 10月 - 1992年3月  | 美味しんぼ                                 | 竹内啓雄                                             | 加藤良雄                      | 制作協力：スタジオディーン                                          |
| 1989年 | 1月 - 1992年9月   | おぼっちゃまくん                           | やすみ哲夫                                           | 増子相二郎                    |                                                                     |
| 1989年 | 4月 - 9月         | ビリ犬なんでも商会                         | 笹川ひろし（総） 西村純二                            | 児玉征太郎                    | 制作協力：スタジオディーン、ライフワーク                            |
| 1989年 | 10月 - 1992年9月  | 笑ゥせぇるすまん                           | クニトシロウ（総） 米谷良知                          | 別紙壮一 児玉征太郎           |                                                                     |
| 1989年 | 11月 - 1991年4月  | チンプイ                                   | 本郷みつる                                           | 別紙壮一 茂木仁史             |                                                                     |
| 1990年 | 4月 - 1991年3月   | ガタピシ                                   | 笹川ひろし                                           | 加藤良雄                      |                                                                     |
| 1990年 | 7月3日            | 藤子不二雄Ⓐの夢魔子                        | クニトシロウ                                         | 児玉征太郎                    |                                                                     |
| 1990年 | 10月 - 1991年4月  | 八百八町表裏 化粧師                        | 福富博（総）                                         | 別紙壮一 児玉征太郎           |                                                                     |
| 1991年 | 4月 - 9月         | どろろんぱっ!                              | やすみ哲夫                                           | 加藤良雄                      |                                                                     |
| 1991年 | 5月 - 1992年3月   | 21エモン                                   | 原恵一                                               | 別紙壮一 茂木仁史             |                                                                     |
| 1992年 | 3月 - 6月         | さすらいくん                               | クニトシロウ（総） 米谷良知                          | N/A                           |                                                                     |
| 1992年 | 4月 -             | クレヨンしんちゃん                         | 本郷みつる 原恵一 ムトウユージ                       | [ 注釈 14 ]                   |                                                                     |
| 1997年 | 7月 - 1998年3月   | 忍ペンまん丸                               | やすみ哲夫                                           | 加藤良雄                      |                                                                     |
| 1998年 | 10月 - 1999年11月 | ヨシモトムチッ子物語                       | やすみ哲夫                                           | 加藤良雄 柏原健二             |                                                                     |
| 1999年 | 10月 - 2001年9月  | 週刊ストーリーランド                       | N/A                                                  | 増子相二郎 齋藤敦 渋谷いずみ  | 各話制作                                                            |
| 2000年 | 3月               | 激動!歴史を変える男たち 〜アニメ静岡県史〜 | 政木伸一                                             | N/A                           | 静岡県ローカル                                                      |
| 2001年 | 4月 - 9月         | ジャングルはいつもハレのちグゥ             | 水島努                                               | 茂木仁史 齋藤敦               |                                                                     |
| 2002年 | 4月 - 2009年9月   | あたしンち                                 | 大地丙太郎 やすみ哲夫                                | 増子相二郎 →魁生聡            |                                                                     |
| 2005年 | 4月 -             | ドラえもん（テレビ朝日版第2期）            | 楠葉宏三（総） 善聡一郎 八鍬新之介 大杉宜弘 小倉宏文 | [ 注釈 22 ]                   |                                                                     |
| 2009年 | 10月 - 2010年6月  | ご姉弟物語                                 | やすみ哲夫                                           | 魁生聡                        |                                                                     |
| 2010年 | 7月 - 2011年3月   | スティッチ! 〜ずっと最高のトモダチ〜       | やすみ哲夫（総） 麦野アイス                          | 魁生聡 大金修一               |                                                                     |
| 2012年 | 1月 - 9月         | エリアの騎士                               | 小倉宏文                                             | 荒木元道                      | 制作協力：アセンション                                              |
| 2012年 | 4月 - 2014年2月   | 黒魔女さんが通る!!                         | やすみ哲夫                                           | N/A                           |                                                                     |
| 2013年 | 5月 - 2017年3月   | NINJAハットリくんリターンズ                | やすみ哲夫 木野雄                                    | [ 注釈 25 ]                   | 共同制作：リライアンス・メディア・ワークス                          |
| 2014年 | 1月 - 5月         | となりの関くん                             | ムトウユージ                                         | 荒木元道                      |                                                                     |
| 2014年 | 10月 - 12月       | デンキ街の本屋さん                         | 佐藤まさふみ                                         | 廣川浩二                      |                                                                     |
| 2014年 | 10月 - 2016年12月 | 怪盗ジョーカー                             | 寺本幸代                                             | 馬渕吉喜 武井健               | アニメーション制作協力：ベガエンタテイメント                        |
| 2015年 | 10月 - 2016年4月  | 新あたしンち                               | 小倉宏文                                             | 荒木元道                      |                                                                     |
| 2016年 | 10月 - 2017年3月  | TRICKSTER -江戸川乱歩「少年探偵団」より-   | 向井雅浩                                             | 廣川浩二                      | 共同制作：トムス・エンタテインメント                                |
| 2017年 | 4月 - 6月         | 笑ゥせぇるすまんNEW                        | 小倉宏文                                             | 荒木元道                      |                                                                     |
| 2017年 | 7月 - 12月        | 妖怪アパートの幽雅な日常                   | 橋本みつお                                           | 三浦俊一郎                    | 制作協力：SynergySP                                                 |
| 2018年 | 1月 - 3月         | からかい上手の高木さん                     | 赤城博昭                                             | 中島進                        |                                                                     |
| 2018年 | 1月 - 2020年3月   | ポチっと発明 ピカちんキット                | 木村隆一                                             | 小板橋司 永田雄一 →早船健一郎 | 共同制作：オー・エル・エム 制作協力：SynergySP                      |
| 2019年 | 4月 - 12月        | 少年アシベ GO! GO! ゴマちゃん（第4期）     | 近藤信宏                                             | 中山浩太郎 馬渕吉喜           | 共同制作：studioぱれっと                                            |
| 2019年 | 7月 - 9月         | からかい上手の高木さん2                    | 赤城博昭                                             | 中島進 中村和喜               |                                                                     |
| 2020年 | 4月 - 6月         | 八男って、それはないでしょう!              | 三浦辰夫                                             | 三浦俊一郎                    | 制作協力：SynergySP                                                 |
| 2020年 | 10月 - 2021年3月  | アニメ カピバラさん                        | 月見里智弘                                           | N/A                           | 共同制作：レスプリ                                                  |
| 2021年 | 1月 - 3月         | アイドールズ!                              | 中野翔太                                             | 廣川浩二                      | 共同制作：レイ                                                      |
| 2021年 | 1月 - 3月         | PUI PUI モルカー                           | 見里朝希                                             | 杉山登                        | 共同制作：ジャパングリーンハーツ ストップモーション・アニメーション |
| 2021年 | 4月 - 6月         | すばらしきこのせかい The Animation         | 市川量也                                             | 高橋麗奈                      | 共同制作：ドメリカ                                                  |
| 2021年 | 4月 - 6月         | ましろのおと                               | 赤城博昭                                             | 櫻井洋介                      |                                                                     |
| 2021年 | 4月 - 6月         | iiiあいすくりん                            | 松村樹里亜                                           | 中村和喜                      | 共同制作：TIA                                                       |
| 2022年 | 1月 - 3月         | からかい上手の高木さん3                    | 赤城博昭                                             | 中村和喜                      |                                                                     |
| 2022年 | 4月 - 10月        | カッコウの許嫁                             | 赤城博昭（総） 白幡良志之                            | 櫻井洋介 三浦俊一郎           | 共同制作：SynergySP                                                 |
| 2022年 | 7月 - 9月         | ちみも                                     | ぴのあると                                           | 永田雄一                      |                                                                     |
| 2022年 | 7月 - 9月         | iiiあいすくりん2                           | 松村樹里亜                                           | 中村和喜                      | 共同制作：TIA                                                       |
| 2023年 | 4月 - 6月         | 僕の心のヤバイやつ                         | 赤城博昭                                             | 櫻井洋介                      | 第1期                                                               |
| 2024年 | 1月 - 3月         | 僕の心のヤバイやつ                         | 赤城博昭                                             | 櫻井洋介                      | 第2期                                                               |
| 2024年 | 1月 - 3月         | 休日のわるものさん                         | 小高義規                                             | 斉藤広行 田代尚子             | 共同制作：SynergySP                                                 |
| 2024年 | 1月 - 3月         | 治癒魔法の間違った使い方                   | 緒方隆秀                                             | 加藤茂                        | 共同制作：スタジオアド                                              |
| 2024年 | 11月 -            | お買いものパンダ!                          | 高松信司                                             | 永田雄一                      | 制作協力：DeeDee Animation Studio                                   |
| 2025年 | 7月 -             | 銀河特急 ミルキー☆サブウェイ               | 亀山陽平                                             | N/A                           |                                                                     |

### テレビスペシャル
| 放映年  | タイトル                                   | 備考                                                    |
| ------- | ------------------------------------------ | ------------------------------------------------------- |
| 1980年  | ドラ・Q・パーマン                          | ドラえもんの特番枠で放映                                |
| 1980年- | 大晦日だよ!ドラえもん                      |                                                         |
| 1981年  | 怪物くん                                   | -1982年                                                 |
| 1982年  | プロゴルファー猿                           |                                                         |
| 1985年  | 三国志                                     |                                                         |
| 1986年  | Mr.ペンペン                                |                                                         |
| 1986年  | Mr.ペンペンII                              |                                                         |
| 1986年  | 三国志II 天翔ける英雄たち                  |                                                         |
| 1992年  | 内田春菊の呪いのワンピース                 |                                                         |
| 1992年  | 美味しんぼ 究極対至高長寿料理対決          |                                                         |
| 1992年  | 笑ゥせぇるすまんスペシャル                 |                                                         |
| 1993年  | 笑ゥせぇるすまん 春の特大号                |                                                         |
| 1993年  | 笑ゥせぇるすまん 年忘れ特大号              |                                                         |
| 1993年  | 美味しんぼ 日本コメ戦争                    |                                                         |
| 1994年  | 景山民夫のダブルファンタジー               |                                                         |
| 1994年  | 中崎タツヤ スーパーギャグシアター          |                                                         |
| 2002年  | ウミガメと少年                             | 戦争童話集シリーズ                                      |
| 2003年  | 凧になったお母さん                         | 戦争童話集シリーズ                                      |
| 2004年  | 小さい潜水艦に恋をしたでかすぎるクジラの話 | 戦争童話集シリーズ                                      |
| 2005年  | ぼくの防空壕                               | 戦争童話集シリーズ                                      |
| 2006年  | 焼跡の、お菓子の木                         | 戦争童話集シリーズ                                      |
| 2006年  | 白い恋人                                   | 北海道ローカル                                          |
| 2007年  | ふたつの胡桃                               | 戦争童話集シリーズ                                      |
| 2008年  | キクちゃんとオオカミ                       | 戦争童話集シリーズ                                      |
| 2009年  | 青い瞳の女の子のお話                       | 戦争童話集シリーズ                                      |
| 2012年  | スティッチと砂の惑星                       | ディズニー・チャンネルで放送された1時間の長編エピソード |
| 2015年  | スティッチ!パーフェクト・メモリー          | ディズニー・チャンネルで放送された1時間の長編エピソード |

### 劇場アニメ
| 公開年 | タイトル                          | 備考                            |
| ------ | --------------------------------- | ------------------------------- |
| 1966年 | 喜劇 駅前漫画                     | 東京映画 実写合成（アニメ作画） |
| 1969年 | 巨人の星                          | -1970年、TVシリーズ再編集       |
| 1970年 | アタックNo.1                      | -1971年、TVシリーズ再編集       |
| 1972年 | パンダコパンダ                    |                                 |
| 1973年 | パンダコパンダ 雨ふりサーカスの巻 |                                 |

| 公開年  | タイトル                                               | 監督                             | 備考                                |
| ------- | ------------------------------------------------------ | -------------------------------- | ----------------------------------- |
| 1980年  | 映画ドラえもんシリーズ（第1期）                        | 映画ドラえもんシリーズ（第1期）  | -2004年                             |
| 1981年  | 21エモン 宇宙へいらっしゃい!                           | 芝山努                           |                                     |
| 1981年  | ドラえもん ぼく、桃太郎のなんなのさ                    | 神田武幸                         |                                     |
| 1981年  | 怪物くん 怪物ランドへの招待                            | 福富博                           |                                     |
| 1982年  | 怪物くん デーモンの剣                                  | 福富博                           |                                     |
| 1982年  | 忍者ハットリくん ニンニン忍法絵日記の巻                | 笹川ひろし（総） 棚橋一徳        |                                     |
| 1983年  | 忍者ハットリくん ニンニンふるさと大作戦の巻            | 笹川ひろし（総） 藤原良二        |                                     |
| 1983年  | パーマン バードマンがやって来た!!                      | 鈴木伸一                         |                                     |
| 1984年  | 忍者ハットリくん+パーマン 超能力ウォーズ               | 笹川ひろし（総） 原田益次        |                                     |
| 1985年  | 忍者ハットリくん+パーマン 忍者怪獣ジッポウVSミラクル卵 | 笹川ひろし（総） 原田益次        |                                     |
| 1986年  | オバケのQ太郎 とびだせ! バケバケ大作戦                 | 笹川ひろし（総） 原田益次        |                                     |
| 1986年  | プロゴルファー猿 スーパーGOLFワールドへの挑戦!!        | 西村純二                         |                                     |
| 1987年  | プロゴルファー猿 甲賀秘境! 影の忍法プロゴルファー参上! | 西村純二                         |                                     |
| 1987年  | オバケのQ太郎 とびだせ! 1/100大作戦                    | 笹川ひろし（総） 塚田庄英        |                                     |
| 1988年  | エスパー魔美 星空のダンシングドール                    | 原恵一                           |                                     |
| 1988年  | ウルトラB ブラックホールからの独裁者B・B！             | 笹川ひろし（総） 原田益次        |                                     |
| 1988年  | 県立海空高校野球部員山下たろーくん                     | 芝山努                           |                                     |
| 1989年  | 映画ドラえもん併映シリーズ                             | 映画ドラえもん併映シリーズ       | -2004年                             |
| 1990年  | チンプイ エリさま活動大写真                            | 本郷みつる                       |                                     |
| 1992年  | 21エモン 宇宙いけ! 裸足のプリンセス                    | 本郷みつる                       |                                     |
| 1993年- | 映画クレヨンしんちゃんシリーズ                         | 映画クレヨンしんちゃんシリーズ   |                                     |
| 1994年  | ウメ星デンカ 宇宙の果てからパンパロパン!               | やすみ哲夫                       |                                     |
| 2003年  | Pa-Pa-Pa ザ★ムービー パーマン                          | 渡辺歩                           |                                     |
| 2003年  | 映画 あたしンち                                        | やすみ哲夫                       |                                     |
| 2004年  | Pa-Pa-Pa ザ★ムービー パーマン タコDEポン!アシHAポン!   | 渡辺歩                           |                                     |
| 2006年- | 映画ドラえもんシリーズ （第2期）                       | 映画ドラえもんシリーズ （第2期） |                                     |
| 2007年  | 河童のクゥと夏休み                                     | 原恵一                           |                                     |
| 2010年  | 劇場版3D あたしンち 情熱のちょ～超能力♪ 母 大暴走!     | 髙橋渉                           |                                     |
| 2014年  | パロルのみらい島                                       | 今井一暁                         |                                     |
| 2014年  | STAND BY ME ドラえもん                                 | 八木竜一 山崎貴                  | 共同制作：白組、ROBOT               |
| 2017年  | ゴーちゃん。〜モコとちんじゅうの森の仲間たち〜         | やすみ哲夫                       | 制作協力：SynergySP                 |
| 2018年  | ゴーちゃん。〜モコと氷の上の約束〜                     | やすみ哲夫 平井峰太郎            | 制作協力：SynergySP                 |
| 2020年  | STAND BY ME ドラえもん 2                               | 八木竜一 山崎貴                  | 共同制作：白組、ROBOT               |
| 2021年  | とびだせ！ならせ！ PUI PUI モルカー                    | 見里朝希                         |                                     |
| 2022年  | 劇場版 からかい上手の高木さん                          | 赤城博昭                         |                                     |
| 2023年  | 窓ぎわのトットちゃん                                   | 八鍬新之介                       |                                     |
| 2024年  | Ryan's World the Movie: Titan Universe Adventure       | アルビー・ヘクト                 | 日米合作                            |
| 2024年  | 化け猫あんずちゃん                                     | 久野遥子 山下敦弘                | 日仏合作 共同制作：Miyu Productions |
| 2025年  | トリツカレ男                                           | 高橋渉                           |                                     |
| 2025年  | ペリリュー 楽園のゲルニカ                              | 久慈悟郎                         | 共同制作：冨嶽                      |
| 2026年  | 劇場アニメ 僕の心のヤバイやつ                          | 赤城博昭（総） 陳達理            |                                     |

### OVA
| 発売年 | タイトル                                  | 監督                            | 備考                |
| ------ | ----------------------------------------- | ------------------------------- | ------------------- |
| 2002年 | ジャングルはいつもハレのちグゥ デラックス | 水島努                          | -2003年             |
| 2003年 | ジャングルはいつもハレのちグゥ FINAL      | 水島努                          | -2004年             |
| 2014年 | みんなのどうよう                          | やすみ哲夫（総）                |                     |
| 2015年 | やっぱり海が好き                          | やすみ哲夫                      | 制作協力：SynergySP |
| 2017年 | やっぱり海が好き2                         | やすみ哲夫（総） パクキョンスン | 制作協力：SynergySP |
| 2019年 | やっぱり海が好き3                         | やすみ哲夫（総） パクキョンスン |                     |

### Webアニメ
| 配信年 | タイトル                                         | 監督                    | 備考                                                        |
| ------ | ------------------------------------------------ | ----------------------- | ----------------------------------------------------------- |
| 2010年 | なんちゃって!                                    | やすみ哲夫              | シンエイぷちアニ劇場                                        |
| 2010年 | ポテッコベイビーズ                               | やすみ哲夫              | シンエイぷちアニ劇場                                        |
| 2010年 | 西武鉄道駅員タコちゃん                           | やすみ哲夫              | シンエイぷちアニ劇場                                        |
| 2015年 | アニメで分かる心療内科                           | 小倉宏文                | 制作はFor All名義                                           |
| 2016年 | クレヨンしんちゃん外伝 エイリアン vs. しんのすけ | 三原三千夫              | Amazonプライム・ビデオにて配信                              |
| 2016年 | クレヨンしんちゃん外伝 おもちゃウォーズ          | 八鍬新之介              | Amazonプライム・ビデオにて配信                              |
| 2017年 | クレヨンしんちゃん外伝 家族連れ狼                | 三原三千夫              | Amazonプライム・ビデオにて配信                              |
| 2017年 | クレヨンしんちゃん外伝 お・お・お・のしんのすけ  | しぎのあきら            | Amazonプライム・ビデオにて配信                              |
| 2019年 | ぬるぺた                                         | 小倉宏文                | ニコニコ動画などで先行配信 制作協力：アセンション           |
| 2021年 | スーパー・スパイ・ライアン                       | 奥村よしあき            | 日米合作 Amazonプライム・ビデオにて配信 制作協力：SynergySP |
| 2024年 | あたしンちNEXT                                   | やすみ哲夫 のなかかずみ | YouTube『あたしンち公式チャンネル』にて配信                 |

### 制作協力
| 年     | タイトル                      | 制作元請                       | 備考                                                 |
| ------ | ----------------------------- | ------------------------------ | ---------------------------------------------------- |
| 1973年 | ドラえもん (日本テレビ版)     | 日本テレビ動画                 | 各話制作協力、Aプロダクション時代                    |
| 1976年 | ろぼっ子ビートン              | 日本サンライズ                 | -1977年、各話制作協力                                |
| 1976年 | まんが日本昔ばなし            | グループ・タック               | -1994年、各話制作協力                                |
| 1977年 | おれは鉄兵                    | 日本アニメーション             | -1978年、各話制作協力                                |
| 1977年 | まんが偉人物語                | グループ・タック               | -1978年、各話制作協力                                |
| 1977年 | 野球狂の詩                    | 日本アニメーション             | -1979年、各話制作協力                                |
| 1978年 | 一球さん                      | 日本アニメーション             | 各話制作協力                                         |
| 2016年 | 甘々と稲妻                    | TMS/3xCube                     | 企画協力                                             |
| 2017年 | ふるさとめぐり 日本の昔ばなし | トマソン                       | 各話制作協力                                         |
| 2019年 | SUPER SHIRO                   | サイエンスSARU                 | Abema TV・ビデオパスで配信、企画・製作・各話制作協力 |
| 2022年 | すずめの戸締まり              | コミックス・ウェーブ・フィルム | アニメーション制作協力                               |
| 2023年 | ビックリメン                  | レスプリ                       | 制作                                                 |
| 2025年 | 野原ひろし 昼メシの流儀       | DLE                            | 制作                                                 |
| 2025年 | MUZIK TIGER In the Forest     | TOHO animation STUDIO          | 制作                                                 |

### パイロットフィルム・未放映作品
| 年     | タイトル                       | 備考 |
| ------ | ------------------------------ | --- |
| 1978年 | ドラえもん 勉強部屋のつりぼり  | 1979年10月3日放送のテレビシリーズ秋特番で放送された。2004年発行の雑誌「ぼくドラえもん」創刊号の付録DVDおよび2009年発売のDVD-BOX「ドラえもん タイムマシンBOX 1979」に映像が収録されている。                                                                              |
| N/A    | うわさの姫子                   | パイロットフィルム製作後に原作サイドとの衝突により製作中止。「CONTINUE」（太田出版）No.30「『うわさの姫子』作者 藤原栄子先生ロングインタビュー」にこのパイロット版のセル画が掲載されている。また同誌によれば、姫子の声は杉山佳寿子が担当していたと言う。                |
| N/A    | エスパー魔美                   | 芝山努がコンテを担当。テレビシリーズとは異なり、荘真由美が魔美を演じた。テレビシリーズ放送開始前の予告編でいくつかのシーンが使用された。2007年発売のDVD-BOX上下巻購入特典の非売品DVDおよび2014年発売の「アニメ『エスパー魔美』アニバーサリーDVD-BOX」に収録されている。 |
| N/A    | ウメ星デンカ                   | |
| 1995年 | ミラ・クル・ワン               | 米たにヨシトモが監督を務めた。 |
| N/A    | プリンスデモキン               | |
| N/A    | あまいぞ!男吾                  | 2002年に英知出版「トラウママンガブックス」レーベルから発行された原作漫画の復刻版の巻頭に、このパイロット版の図版がカラーで掲載されている。 |
| N/A    | みらくるドラクル               | シンエイ動画によって着色済みの設定画とアニメ化企画提案書が作られ、原作サイドに持ち込まれたが、作品の終了などの事情により頓挫した。 |
| N/A    | ジャングルはいつもハレのちグゥ | 後にDVD特典映像として収録された。 |

### その他
| 年     | タイトル                                   | 備考 |
| ------ | ------------------------------------------ | --- |
| 1976年 | 気まぐれ天使                               | 石立鉄男主演、日本テレビ・ユニオン映画制作ドラマシリーズのオープニングタイトル                                                                                  |
| 1977年 | 草原の子テングリ                           | 桜映画社、雪印乳業のPR用映画。原案: 手塚治虫 |
| 1977年 | 気まぐれ本格派                             | 石立鉄男主演、日本テレビ・ユニオン映画制作ドラマシリーズのオープニングタイトル                                                                                  |
| 1980年 | 父よ母よ!                                  | 松竹、木下惠介監督の実写映画。アニメパートを担当 |
| 1981年 | ドラえもん ケンちゃんの冒険                | 全国心身障害児福祉財団、ホール上映。後に特番でテレビ放映。 |
| 1981年 | 交通安全だよドラえもん                     | 防災アニメ |
| 1982年 | オールスター番組対抗ボウリング大会         | 3月、この回『ドラえもん』『怪物くん』『忍者ハットリくん』の声優が出場するにあたり、冒頭、ドラえもん・怪物くん・ハットリカンゾウがボウリングをするシーンを放送。 |
| 1983年 | 交通安全でござる忍者ハットリくん           | 防災アニメ |
| 1989年 | 交通安全でござる忍者ハットリくん[パートII] | 防災アニメ |
| 1990年 | 少年時代                                   | 東宝、藤子不二雄Ⓐ企画・制作、篠田正浩監督の実写映画。製作委員会参加                                                                                             |
| 1994年 | ドラえもん のび太と未来ノート              | 新エネルギー・産業技術総合開発機構が製作した教材用ビデオ。後に2004年発行の雑誌「ぼくドラえもん」第13号の付録DVDにも映像が収録された。                           |
| 1997年 | 財津和夫「それがボクのおとうさん」         | NHK「みんなのうた」、キャラクターデザインは臼井儀人 |
| 2009年 | BALLAD 名もなき恋のうた                    | 東宝、山崎貴監督。『クレヨンしんちゃん 嵐を呼ぶ アッパレ!戦国大合戦』を原案とした実写映画。製作委員会参加                                                       |
| 2010年 | いこいーな                                 | 西東京市誕生10周年事業のマスコットキャラクター、西東京市と共同デザイン                                                                                          |
| 2022年 | PUI PUI モルカー DRIVING SCHOOL            | PUI PUI モルカー DS製作委員会、ライセンス担当 |
| 2024年 | マクドナルドCM「ヨーロッパバーガーズ」     | 児童文学『魔女の宅急便』をモチーフに制作。アニメーションディレクター・キャラクターデザインは久野遥子。                                                          |
| 2025年 | 雨と君と                                   | 雨と君と製作委員会、企画製作・ライセンス担当 |

## 関連人物

### 役員
2024年7月現在
代表取締役社長
- 梅澤道彦

顧問
- 山田俊秀（元常務取締役）
- 入江武彦（元常務取締役）

取締役
- 花島徹
- 小野仁
- 杉山登

監査役
- 小林直治

元役員
- 楠部大吉郎（創業者、故人）
- 楠部三吉郎（2代目代表取締役社長、名誉会長、故人）
- 岩永惠（3代目代表取締役社長、元テレビ朝日プロデューサー、故人）
- 別紙壮一（元専務取締役、東京世田谷ロータリークラブ会員）
- 別紙博行（元代表取締役専務）
- 加藤良雄（ズイヨー映像 → 日本アニメーション → ビジュアル80出身）
- 増子相二郎（日本アニメーション → パンメディア → あすなろスタジオ<主宰>出身）

### アニメーター・演出家
- 青木悠三
- 秋山めぐみ
- 安藤敏彦
- 稲村武志
- 今井一暁
- 今村洋輝
- 入江康智
- 岩永大蔵
- 牛草健
- 海老原尚樹
- 遠藤法子
- 大杉宜弘
- おおすみ正秋
- 大武正枝
- 大塚正実
- 大塚康生
- 大西景介
- 大森孝敏
- 岡崎あずさ
- 小笠原卓也
- 岡野慎吾
- 小川博司
- 小野慎哉
- 尾鷲英俊
- 門脇孝一
- 金子志津枝
- 金田伊功
- 椛島義夫
- 加来哲郎
- 加来由加里
- 河内日出夫
- 木上益治
- 木野雄
- 木村陽子
- 釘宮洋
- 楠葉宏三
- 小田部羊一
- 小西賢一
- 小林治
- 近藤喜文
- 佐伯俊道
- 桜沢裕美
- ささきひろゆき
- 貞光紳也
- 澤田裕美
- 鴫野彰
- 志村隆行
- 誌村宏明
- 篠塚滉平
- 芝山努
- 末吉裕一郎
- 須田正己
- 須田裕美子
- 関修一
- 善聡一郎
- 高倉佳彦
- 高橋敦史
- 髙橋渉
- 高畑勲
- 高林久弥
- 高柳哲司
- 滝沢敏文
- 竹内留吉
- 田中敦子
- 田中薫
- 塚田庄英
- 富沢和雄
- 永居慎平
- 長島崇
- 長浜忠夫
- 中村英一
- 中本和樹
- 奈良岡光
- 野口敦史
- のなかかずみ
- パクキョンスン
- 橋本とよ子
- 原勝徳
- 原恵一
- 林静香
- 針金屋英郎
- 樋口善法
- 平井あかね
- 平井峰太郎
- 福富博
- 藤田優奈
- 藤野京子
- 藤原巧和
- 本郷みつる
- 本多敏行
- 前園文夫
- 松下佳弘
- 間々田益男
- 丸山宏一
- 水島努
- 宮崎駿
- 三輪修
- ムトウユージ
- 本木久年
- 森下圭介
- 森脇真琴
- 八木郁乃
- 八鍬新之介
- やすみ哲夫
- 柳野龍男
- 山下晃
- 山田みちしろ
- 山本美郷
- 湯浅政明
- 横山広行
- 吉川惣司
- 吉田誠
- 渡辺歩
- 有原誠治

### プロデューサー
- 大金修一
- 馬渕吉喜
- 齋藤敦
- 廣川浩二
- 吉田有希（企画制作部）
- 荒木元道
- 山崎智史
- 永田雄一
- 中島進
- 長南佳志（第一制作部）
- 高橋麗奈
- 中村和喜
- 國安真一

- 天野賢
- 河西麻利子
- 佐藤大真
- 近藤慶一
- 加賀山悠
- 岡野孝規
- 櫻井洋介
- 山崎香利
- 谷澤吉紀
- 落合竜太郎
- 増谷大輔
- 原口航詩

### その他
- 和田泰（制作本部副本部長・神戸スタジオ所長）
- 西川由香里（営業）
- 伊谷聡太（制作デスク）
- 紙谷泰吏（制作デスク）
- 丸山裕司（制作デスク）
- 大森翔（制作デスク）
- 北野巧（制作デスク）
- 関口勇聖（制作デスク）
- 吉田拓斗（制作デスク）
- 有田崇成（設定制作）
- 井本美季（設定制作）

- 大嶋慶太（設定制作）
- 平山友紀（制作事務）
- 金井浩（文芸）
- 柏原健二（元制作デスク、データ管理）
- 堤規至（アニメーター・CGIクリエイター）
- 松谷早苗（色彩設計）
- 堀越智子（色彩設計）
- 蝦名佳代子（色彩設計）
- 今泉ひろみ（色彩設計）
- 戸部弥生（色彩設計）
- 浦上裕美（色彩設計補佐・色指定）

### アニメーター以外の出身者
- 小山礼司（美術）
- 保田道世（色彩設計、故人）
- 近藤浩子（色彩設計、旧姓：山浦、近藤喜文夫人）
- 吉田茂承（元演出家、水彩画家に転向）
- 南正時（Aプロダクション時代に在籍、鉄道写真家に転向）
- 真田芳房（プロデューサー、あにまる屋（現：エクラアニマル）創業者、故人）
- 真保裕一（元演出家、作家に転向）
- もとひら了（元脚本家、僧侶に転向）
- 吉岡たかお（脚本家）
- 小松崎康弘（脚本家）
- 水出弘一（脚本家）
- 滝原弥生（脚本家、制作事務・文芸）
- 鈴木洋介（脚本家、FILM Writer's Room業務提携）
- 岩崎ヨーコ（アニメーション作家、イラストレーター）
- 楠部工（元文芸、ライターに転向）
- 茂木仁史（プロデューサー、アセンション創業者）
- 田中敦（プロデューサー、日本アニメーションプロデューサー）
- 外崎真（制作デスク、A-1 Picturesプロデューサー）
- 星野達也（制作進行、タツノコプロプロデューサー）
- 渋谷いずみ（制作進行、サイエンスSARU制作デスク）
- 吉家康介（制作進行、SynergySPプロデューサー）
- 田原麻美（制作進行、RICE FIELD代表取締役）
- 横田一平（制作進行、演出家として活動後サブリメイションプロデューサー）
- 桶谷顕（脚本家、故人）
- 松沢まり（元動画マン、漫画家に転向）
- 野中幸子（色彩設計）
- 小倉久美（プロデューサー）
- 大澤正享（プロデューサー）
- 魁生聡（プロデューサー）
- 山川順一（プロデューサー）
- 岡田麻衣子（プロデューサー、現：ウィットスタジオプロデューサー）